# Ayaan Hirsi Ali
Ayaan Hirsi Ali (Mogadiscio, 13 de novembre de 1969) és una política i escriptora neerlandesa d'origen somali, diputada de la Tweede Kamer, la cambra baixa del Parlament neerlandès, pel Partit Popular per la Llibertat i la Democràcia (VVD). El seu nom, Ayaan, significa ‘persona afortunada’ o, simplement, ‘sort’ en somali.

## Biografia
Com que el seu pare, Hirsi Magan Isse, era un opositor a la dictadura que Siad Barre exercia a Somàlia, la família d'Ayaan Hirsi Ali va haver d'exiliar-se. Van emigrar, primer, a l'Aràbia Saudita; després, a Etiòpia i, finalment, a Kenya, on va fer els seus estudis a l'escola per a noies musulmanes de Nairobi. Allà fou influïda per la germana Aziza, una professora musulmana radical. Hirsi Ali ha dit que tant ella com d'altres alumnes volien esdevenir màrtirs en la lluita contra l'Iraq de Saddam Hussein, que havia envaït la República Islàmica de l'Iran amb el suport de les potències occidentals. Aleshores, Hirsi Ali duia sempre un hijab. Durant un temps, Hirsi Ali fou fins i tot simpatitzant del grup extremista Germans Musulmans.
El 1992, després que el seu pare l'obligués a casar-se amb un cosí llunyà del Canadà, no va agafar l'avió que l'havia de dur a Frankfurt sinó que va agafar un tren cap als Països Baixos, on va rebre un permís de residència per raons humanitàries, malgrat que havia arribat amb avió a Alemanya i, segons les normes de la Unió Europea, és a Alemanya on hauria hagut de demanar l'asil i, després, la ciutadania. Com relata en el seu llibre autobiogràfic La meva vida, la meva llibertat/Infidel, també va canviar el seu nom Ayaan Hirsi Magani per Ayaan Hirsi Ali. Aquest fet es va fer servir anys després, per intentar treure-li la ciutadania holandesa.
Va estudiar Ciències polítiques a la Universitat de Leiden i després va passar a treballar a la Wiardi Beckman Foundation, l'oficina científica del Partit Laborista Neerlandès (PvdA). La seva investigació va centrar-se en la integració de les dones estrangeres, moltes de les quals musulmanes, a la societat neerlandesa. Durant uns quants anys, va treballar com a traductora i intèrpret, principalment per als departaments de justícia i d'immigració del govern neerlandès.
Les seves investigacions la van dur a trencar amb el PvdA, que no admetia cap crítica amb els aspectes socioculturals dels immigrants ni amb l'islam. Al seu llibre De zoontjesfabriek (La fàbrica de fillets), Ayaan Hirsi Ali criticà els punts de vista tradicionals islàmics sobre el lloc de la dona a la societat, com també certes tradicions culturals com ara l'ablació del clítoris o circumcisió femenina, una pràctica comuna a Somàlia.
El Partit Liberal Democràtic (VVD) va presentar Hirsi Ali com a candidata al Parlament. Així va tenir l'oportunitat d'exposar-hi les seves idees, un fet molt important en la seva decisió d'evolucionar de socialdemòcrata cap a liberal.
Després de la publicació del seu llibre, Hirsi Ali va rebre un gran nombre d'amenaces de mort, moltes de les quals formulades en fòrums d'Internet i, per això, no considerades pas serioses; d'altres amenaces es van prendre seriosament i, per això, Hirsi Ali està sota protecció policial amb escorta. També s'ha suggerit que la seva família, per buscar revenja i reparar el seu honor tacat per la decisió de Hirsi Ali de no casar-se amb el marit que li havien assignat, també planeja assassinar-la. El febrer del 2005 Hirsi Ali va explicar que havia estat acollida en una base militar a Amsterdam. El govern va buscar-li una casa segura, la situació de la qual es manté en secret.
En una entrevista amb el diari Trouw, el 25 de juliol del 2003, Hirsi Ali va manifestar que «Mesurat segons els nostres estàndards occidentals, Mahoma és un pervertit i un tirà». Basa aquesta acusació en la història del matrimoni de Mahoma amb Aixa, la qual, segons algun hadit, tenia només sis anys en el moment del casament i nou quan el matrimoni fou consumat. Algunes organitzacions musulmanes i alguns musulmans li van posar querelles per racisme, les quals, però, no van prosperar.
El 2004, juntament amb el controvertit cineasta neerlandès Theo van Gogh, va fer la pel·lícula Submission sobre l'opressió de les dones en els països islàmics. El títol es refereix a l'islam, que significa submissió a Déu. Aquesta pel·lícula, que mostra dones mig despullades amb textos de l'Alcorà en els seus cossos, va ser fortament criticada pels musulmans neerlandesos, que la van trobar blasfema. Theo van Gogh, crític també amb l'islam, va rebre moltes amenaces de mort fins que, el 2 de novembre del 2004, fou assassinat per Mohammed Bouyeri, un musulmà radical nascut i criat als Països Baixos, que al cos de la seva víctima hi va deixar un missatge adreçat a Hirsi Ali.
El 2005, Hirsi Ali fou inclosa per la revista Time magazine en la llista de les cent persones més influents del món.
Molts intel·lectuals neerlandesos, principalment d'esquerres, l'acusen d'enrarir l'atmosfera del país en contra dels musulmans i d'afavorir, en realitat, la causa que diu combatre.
El 29 d'agost del 2005, Hirsi Ali fou distingida amb el premi anual de la Democràcia, instituït pel Partit Liberal de Suècia «pel seu coratjós treball per la democràcia, els Drets Humans i els drets de les dones».

## Premi Llibertat 2005
El dia 25 d'octubre, Hirsi Ali va rebre el II Premi Llibertat 2005 de l'associació Dones per la Llibertat i Democràcia, presidida per Joaquima Alemany, per la seva trajectòria en defensa dels drets humans i els de les dones.
Segons Hirsi Ali, després de l'assassinat de Theo Van Gogh, «els Països Baixos han perdut la ingenuïtat. A les ciutats es tem l'Islam i l'amenaça terrorista és alta, però no ha aconseguit aturar el país.»
Hirsi Ali alerta, per exemple, que limitar-se a donar ajuda humanitària i segellar les fronteres no resoldrà problemes com les allaus humanes de Melilla, i diu que el que cal fer és obrir les fronteres als productes del continent. Tampoc soluciona res -diu- que els europeus facin lleis prohibint barbaritats com l'ablació de clítoris si no es posen mitjans per evitar-les i no s'actua amb duresa contra els règims que violen els drets humans. Es tracta, conclou, de "convertir la por en intel·ligència".
En la seva opinió, no s'ha de confondre "la tolerància" de què presumeixen històricament els Països Baixos amb el "relativisme moral", perquè "l'islamisme radical i l'opressió a les dones no és tolerància", aclareix.